# فرودگاه منطقه‌ای شهرستان اوتاگامی
 فرودگاه منطقه‌ای اوتاگامی کانتی (به انگلیسی: Outagamie County Regional Airport) یک فرودگاه همگانی بهره‌برداری هوایی با کد یاتا ATW است که یک باند فرود بتن دارد و طول باند آن ۲۴۳۹ متر است. این فرودگاه در کشور ایالات متحده آمریکا قرار دارد و در ارتفاع ۲۸۰ متری از سطح دریا واقع شده است.

## شرکت‌های هواپیمایی و مقصدهای پروازی

### مسافری
| شرکت‌های هواپیمایی | مقصدهای پروازی                                                                  | Refs  |
| ----------------- | ------------------------------------------------------------------------------- | ----- |
| الیجنت ایر        | مک‌کاران، اورلندو سنفورد، فینکس-مسا، سن پترزبورگ-کلیرواتر                        | [ ۱ ] |
| امریکن ایگل       | اوهر شیکاگو                                                                     | [ ۲ ] |
| دلتا ایرلاینز     | هارتسفیلد-جکسون آتلانتا فصلی: متروپولیتن شهرستان وین دیترویت، مینیاپولیس−سنت پل | [ ۳ ] |
| دلتا کانکشن       | هارتسفیلد-جکسون آتلانتا، متروپولیتن شهرستان وین دیترویت، مینیاپولیس−سنت پل      | [ ۳ ] |
| یونایتد اکسپرس    | اوهر شیکاگو                                                                     | [ ۴ ] |

#### Map of Destinations
| Map of Destinations |
| --- |
| Appletonهارتسفیلد-جکسون آتلانتااوهر شیکاگومتروپولیتن شهرستان وین دیترویتمینیاپولیس−سنت پلمک‌کاراناورلندو سنفوردفینکس-مساسن پترزبورگ-کلیرواتر All passenger destinations from Appleton International Airport (ATW). · |

#### Aircraft Usage
- الیجنت ایر uses مک‌دانل داگلاس ام‌دی-۸۰ family and خانواده ایرباس ای۳۲۰ aircraft; the بوئینگ ۷۵۷ is occasionally used.
- امریکن ایگل uses the امبرائر ئی‌آرجی ۱۳۵/۱۴۰/۱۴۵ aircraft.
- دلتا ایرلاینز uses بوئینگ ۷۱۷ and خانواده ایرباس ای۳۲۰ aircraft.
- دلتا کانکشن uses بمباردیه اروسپیس بمباردیه سی‌آرجی ۱۰۰/۲۰۰، بمباردیه سی‌آرجی ۷۰۰/۹۰۰ aircraft.
- یونایتد اکسپرس uses بمباردیه سی‌آرجی ۱۰۰/۲۰۰,  امبرائر ئی‌آرجی ۱۳۵/۱۴۰/۱۴۵, and امبرائر ئی-جت aircraft.

### Cargo operations
| شرکت‌های هواپیمایی            | مقصدهای پروازی                                                                  |
| ---------------------------- | ------------------------------------------------------------------------------- |
| فدکس اکسپرس and FedEx Feeder | هکتور، ایندیاناپلیس، منطقه‌ای شهرستانی دین، ممفیس، ژنرال میچل، مینیاپولیس−سنت پل |
| Freight Runners Express      | استن استراوبل، ژنرال میچل                                                       |
| Pro Aire Cargo               | ساویر، بخش ریدلاندر اونئیدا                                                     |

فدکس اکسپرس uses ایرباس ای۳۰۰ aircraft; فدکس اکسپرس uses a variety of aircraft.